# Most Rio Negro
Most Rio Negro (portugalsko Ponte Rio Negro) ali uradno Ponte Jornalista Phelippe Daou je četrti najdaljši most v Braziliji z dolžino 3595 metrov s 400-metrskim delom mostu s poševnimi zategami čez Rio Negro, ki povezuje mesto Manaus z majhnim mestom Iranduba v zvezni državi Amazonas v Braziliji. Prečka reko Rio Negro tik pred sotočjem z reko Amazonko in je edini večji most čez Amazonko ali kateri koli pritok v porečju Amazonke. Njegovo gradnjo so zaznamovale polemike o morebitnih učinkih gradnje cest v porečju Amazonke, ki bi lahko povzročila krčenje gozdov. Študija iz leta 2018 je pokazala, da je gradnja tega mostu res povzročila krčenje gozdov.
Najpomembnejši most v nikamor, se ne povezuje z južno stranjo reke Amazonke in ostalo Brazilijo, njegova gradnja je povečala možnost širitve in rekonstrukcije zvezne avtoceste BR-319, ki povezuje regijo s Porto Velhom, Rondônia in s tem v preostalo Brazilijo. Ta cesta je na južni strani Amazonke, zato bi moralo vsako vozilo iz Manausa kljub dokončanju mostu Rio Negro še vedno vzpostaviti trajektno povezavo čez glavno steblo Amazonke.

## Opis
S 3595 metri dolžine je to največji most s poševnimi zategami v Braziliji, s 400-metrskim odsekom, obešenim na kablih v njegovem osrednjem razponu. Njegova skupna širina je 20,70 m v klasičnem delu in 22,60 m v srednjem  delu. Cesta ima štiri prometne pasove, po dva v vsako smer, poleg pasu za pešce na obeh straneh.
Glavni pilon podpira dva razpona po 182 metrov na vsaki strani. Konstrukcija v obliki diamanta je razdeljena na tri dele: na glavo obrnjen stožec pod voziščem, stožec nad voziščem in vrh jambora. Aerodinamična oblika je bila sprejeta za zmanjšanje trenja z vetrom, da bi se izognili resonanci valov, kot je to v primeru mostu Tacoma.
Poleg Amazonskega gledališča je most veljal za enega največjih in najpomembnejših arhitekturnih spomenikov v Amazoniji, ki predstavlja mejnik v integraciji metropolitanske regije Manaus (RMM), ustanovljene leta 2007, s trinajstimi občinami in okoli 2.6 milijona prebivalcev.

## V popularni kulturi
Še preden je bil dokončan, je bil most leta 2009 že del popularne kulture. Brazilska pevka Nunes Filho, znana kot Príncipe do Brega, je izdala zgoščenko z naslovom Caminhar na Ponte Sobre o Rio Negro.
Most Rio Negro je naravno prizorišče televizijskih novic: Bom Dia Amazônia in Jornal do Amazonas, oba iz Rede Amazônica.
Ker je most arhitekturni simbol Manausa, se je uveljavil tudi kot ena glavnih mestnih razglednic.